# José Sardá
José Sardá (1782 - Santa Fe de Bogotá, Colombia; 1833) fue un militar español que luchó en las guerras de independencia española, mexicana y venezolana. 

## Inicios
Sardá comenzó luchando en la Guerra de la Independencia Española contra los franceses, aunque luego se puso al servicio de Napoleón.

## Independencia de México
Sardá llegó a México con el grado de mayor junto a la expedición del General Francisco Xavier Mina y resistió el sitio de Soto la Marina por el general brigadier español Joaquín de Arredondo y Mioño, quien con sus 2200 hombres y 19 piezas de artillería se concentró en la población de Soto la Marina con el fin de rendir la plaza. Sardá logró resistir por algunos días con sólo 113 hombres, que terminarían siendo 37 al final de la rendición, mientras que los españoles tuvieron alrededor de 300 muertos.

## Independencia de Venezuela y Nueva Granada
Sardá fue enviado preso primero a San Juan de Ulúa, fortaleza localizada enfrente del Puerto de Veracruz y después a España en la fortaleza de Ceuta. Sin embargo, escapó y se unió a las fuerzas de Simón Bolívar en Nueva Granada, quien le asciende a teniente coronel. En 1821 es nombrado gobernador de la Región Riohacha y el 13 de noviembre de 1822 participa en la Batalla de Garabulla. Sardá alcanzó el grado de general. Sardá se había levantado en armas al ser excluido de la lista militar por la Convención Constituyente. Alistó a otros jefes y oficiales en su ejército que se encontraban en su misma situación y se lanzó a las llanuras de Bogotá. Luego de participar en una conspiración contra Francisco de Paula Santander y José Hilario López, fue asesinado en 1834 en Santa Fe de Bogotá.
Concluido el gobierno de Mosquera e iniciado el del general Santander, comenzaron a reunirse los devotos seguidores de Bolívar en las casas de Juan de Arjona y Manuela Saenz, entre ellos Manuel Arjona, Mariano Paris y José María De la Serna, con el fin de organizar la toma del Batallón de Húsares y de la Brigada de Artillería para derrocar al gobierno e imponer al expresidente José Miguel Pey. También hubo factores del clero que mostraron simpatía con la conspiración, como el canónigo Antonio Herrán, fray Benigno Hurtado, Manuel Teodoro Gómez y José María Salavarrieta, hermano de Policarpa. 
El objetivo de la conspiración era defender el nombre del Libertador, la religión católica ultrajada por la administración y contra la influencia extranjera en los negocios de la Nueva Granada.
«El testigo Cayetano Estrada declaró que se encontró con Sardá en Ventaquemada y que éste le explicó “que Santander y el gobierno con capa de Constitución estaban haciendo mil picardías, que no eran liberales sino libertinos, herejes y contra la religión". Otro testigo, Francisco Amaya, oyó decir a Sardá "que la revolución era para echar a los extranjeros y defender la religión". Mientras Antonio Nieto declaró: "que el objeto de la revolución era restablecer los honores del General Bolívar y la integridad nacional de Colombia. Que además se proponían expulsar a los extranjeros y destruir el comercio de ellos, arruinar las máquinas y calderas de Zipaquirá y poner en administración las salinas y proteger al clero que se decía ultrajado”».